# 相亲 (我为喜剧狂)
《相亲》（英語：Blind Date）是美国情景喜剧《我为喜剧狂》第1季的第3集，由助理执行制片人約翰·瑞吉编剧，亚当·伯恩斯坦执导，2006年10月25日通过全国广播公司在美国首播。节目中的客串演员包括布雷特·贝尔、卡特里娜·宝登、凯文·布朗、格里兹·查普曼、约翰·卢茨、斯蒂芬妮·玛奇、马里克·潘考利、凯斯·鲍威尔和朗尼·罗斯。
这一集中杰克·唐纳吉（Jack Donaghy，亚历克·鲍德温饰）给丽兹·莱蒙（Liz Lemon，蒂娜·菲饰）和自己的一个朋友安排了一次相亲。杰克还参加了《TGS与崔西·乔丹》一众编剧传统上每周一次的扑克赌局，一开始赢了很多钱，但电视台的杂工跟班肯尼斯·帕塞尔（Kenneth Parcell，杰克·麦克布瑞尔饰）加入牌局后，情况发生了变化。
《相亲》获得了电视评论员较好的评价。根据尼尔森收视率调查的数据，这集在美国首播时有601万户家庭观看，在18-49岁人群中获得了2.2 / 6%的收视率，与上一集《后果》相比有所提升。《相亲》还获得了第18届同性恋反诽谤联盟媒体奖的一项无常规同性恋角色类杰出单集剧集奖提名。

## 剧情
《TGS与崔西·乔丹》节目的主管杰克·唐纳吉对首席编剧丽兹·莱蒙一段时间来的工作表现感到有些担心，觉得她是因为感情生活上的空虚而导致压力太大。于是他建议丽兹和自己的朋友“托马斯”（Thomas）约个会试试看，丽兹一开始没有接受，可当晚在自己公寓里，她差点真像杰克所预言“单身女人最大的担忧”那样活生生呛死，于是改变了主意。丽兹下班后来到一家餐馆，却意外发现杰克介绍的相亲对象“托马斯”原来叫格雷琴·托马斯（Gretchen Thomas，斯蒂芬妮·玛奇饰），是位女同性恋。不过丽兹和格雷琴还是很谈得来，后者也无意追求一个“直女”（指异性恋女性）。次日，丽兹为对方觉得自己是女同性恋而惩戒了杰克。晚上，觉得孤单的丽兹找电话给格雷琴，两人分享了一些身为单身女人的恐惧后一起吃晚饭。格雷琴表示自己好像开始在追求“直女”，这有违原则，所以觉得两人不应该再见面了。丽兹于是提议说两人要是25年后还单身就在一起，但格雷琴没有回应就离开了。
《TGS与崔西·乔丹》节目剧组的众编剧等人员传统上会在星期四晚上玩扑克牌加以调剂。不过这周突然有了杰克和崔西·乔丹（Tracy Jordan，崔西·摩根）的加入。杰克显然是个中老手，他能看出绝大多数玩家是真有好牌还是只是虚张声势，所以许多人都输得很惨。只有电视台的打杂跟班肯尼斯·帕塞尔是个例外，杰克完全看不出这个看起来天真得有些傻气的下属到底有没有好牌。结果肯尼斯大获全胜。次日，不服气的杰克安排了又一个扑克之夜，到了最后一把，杰克手上的筹码比较多，他全部押下，提议赢家通吃，如果肯尼斯输了，他不但会输掉所有的钱，还会失去自己的工作。肯尼斯同意了，杰克的牌是对子，但肯尼斯手上只是K大。丽兹问肯尼斯为什么会赌这么一手烂牌，这才得知原来玩了这么多次，他其实还不知道规则……杰克并没有真的开除肯尼斯，他表示自己只是想要证明自己的权力比较大，他把工作服还给了肯尼斯，希望对方星期一早点来上班。

## 制作

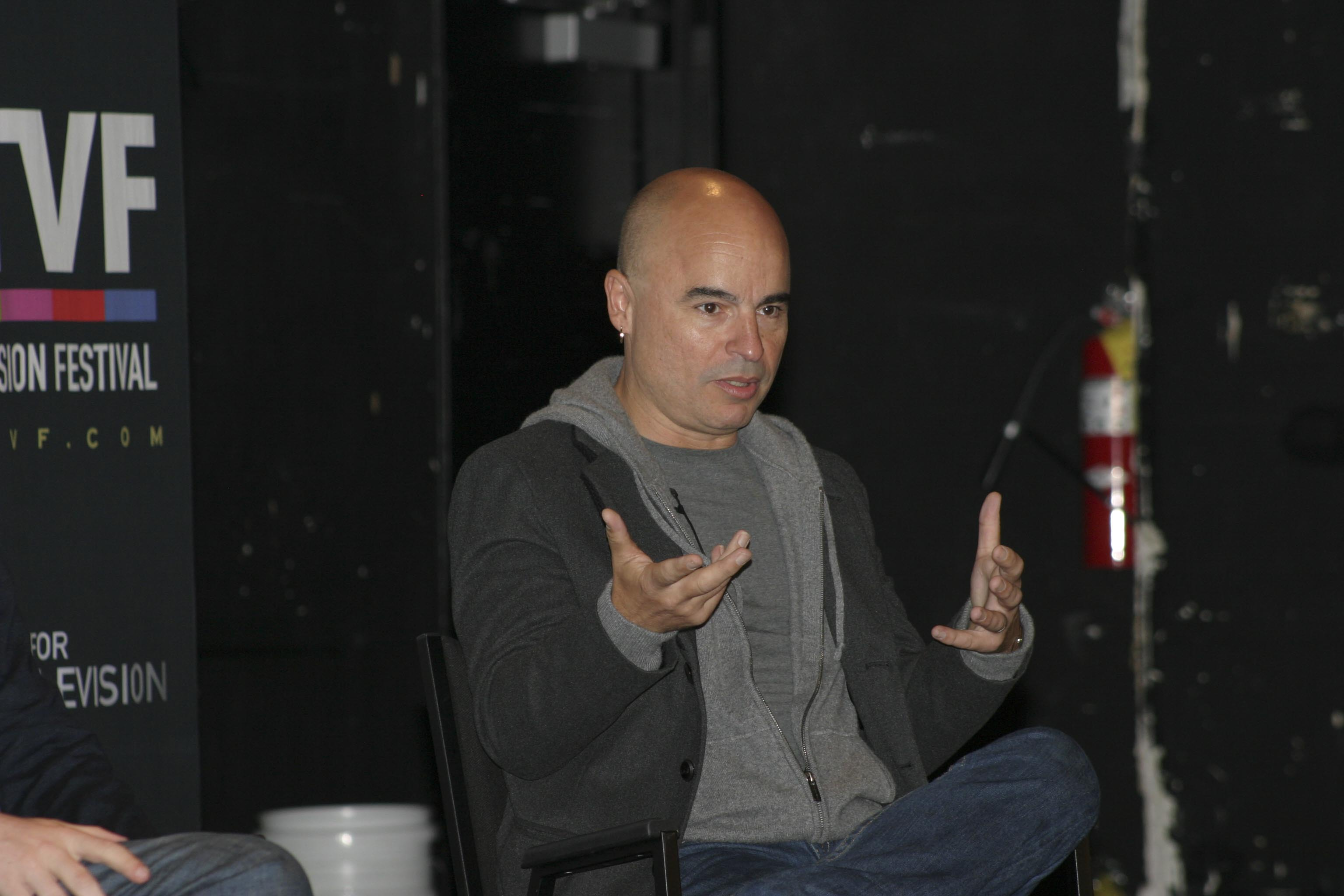
《相亲》由助理执行制片人约翰·瑞吉编剧

《相亲》由助理执行制片人約翰·瑞吉编剧，亚当·伯恩斯坦执导，是第一集不是由蒂娜·菲编剧的《我为喜剧狂》，也是伯恩斯坦第3次担任这一剧集的导演。《我为喜剧狂》的另一位助理执行制片人布雷特·贝尔也在剧中客串出镜，斯蒂芬妮·玛奇客串出演了杰克·唐纳奇的朋友格雷琴·托马斯，也是他为丽兹·莱蒙安排的相亲对象。
《相亲》中有一段拍摄出的镜头没有在电视上播出，不过包含在《我为喜剧狂》第1季的DVD中，是特别花絮中删除镜头的一部分。在这场戏中，皮特到丽兹的办公室告知她有关杰克安排扑克赌局的事，丽兹则问是否可以带格雷琴来参加。

## 反响
根据尼尔森收视率调查的数据，《相亲》在美国首播时有601万户家庭观看
，在18-49岁人群中获得了2.2 / 6%的收视率。这意味着全美所有18-49岁人群中有2.2%看过《相亲》，而播放当时有在看电视的这一年龄段人群中则有6%选择观看这集节目。与上一集《后果》相比有所上升，该节目当时有570万美国家庭观看。《相亲》是首播该周收视率排名第72的电视节目，获得了第18届同性恋反诽谤联盟媒体奖的一项无常规同性恋角色类杰出单集剧集奖提名，但最终不敌《实习医生格蕾》的第3季第7集《男孩都到哪去了》。
这一集节目播出后获得了较为正面的评价。IGN网站的罗伯特·坎宁（Robert Canning）称赞《相亲》“发挥出了它的长处”并把焦点其中在剧集表现最充份的角色丽兹和杰克身上。他指出崔西的表现已经“稳定下来”，让这个角色“越来越有趣”。他还对肯尼斯一角出场时间的增加和简娜·玛隆妮一角出场时间的减少感到很满意。《芝加哥论坛报》上的一篇电视评论指出杰克和丽兹互动的戏段总是“一种享受”，并且特别赞赏了本集中丽兹对杰克认为自己是女同性恋而加以惩戒的场景。不过文章也认为本集中分别扮演弗兰克（Frank）、图弗（Toofer）和皮特（Pete）的贾达·弗雷德兰德、凯斯·鲍威尔和斯科特·安第斯三位演员“没有得到充足的发挥空间”，并希望节目可以从编剧们的工作空间里发掘出一些好笑的内容。AfterEllen.com网站的莎拉·沃恩（Sarah Warn）认为格雷琴是“我们所看到过最优秀的”单集情景喜剧女同性恋角色之一。她也对这一集节目整体上感到满意，认为这是“截止目前为止这个季度我所看过最有趣的一集情景喜剧”。《棕榈滩邮报》的凯文··汤普森（Kevin D. Thompson）认为《相亲》是“这个节目最有趣的其中一集”。 《里士满时报调度》的一篇文章同样称赞了这一集，认为这是“这个节目最棒的其中一集”。